# منطقه حفاظت‌شده رودخانه هراز
منطقهٔ حفاظت‌شدهٔ رودخانه هراز یک منطقهٔ حفاظت‌شده با مساحت ۴۰۷۷ هکتار است که در استان مازندران در ایران قرار دارد. این منطقهٔ حفاظت‌شده طبق مصوبهٔ شمارهٔ ۱ در تاریخ ۱۳۴۶/۷/۱۳ در فهرست مناطق تحت حفاظت سازمان محیط زیست ایران قرار گرفت.